# Vista tingslag
Vista tingslag var ett tingslag i Jönköpings län  i Tveta, Vista och Mo domsaga. Tingslaget omfattade Vista härad. Tingsplats var Gränna.
Tingslaget bildades 1680 och uppgick i Tveta, Vista och Mo domsagas tingslag den 1 januari 1891 (enligt beslut den 2 december 1887 och den 12 juli 1889).